# Фијат G.55
Фиат G.55 је висински ловачки авион пројектован и направљен у току Другог светског рата у Италији. Производила га је фирма Фиат Авиационе. Његова намена је била да заштити италијанску територију од напада британских и америчких стратешких бомбардера који су летели на великим висинама.

## Пројектовање и развој
Авион G.55 Кентауро је пројектовао инг. Giuseppe Gabrielli (Ђузепе Габриели) да би одговорио захтеву италијанског ратног ваздухопловства за ловцима на великим висинама. Прототип је полетео 30. априла 1942, а у службу су ушли 1943. године, већина њих под заставом немачке марионетске државе у северној Италији након што је влада Бенита Мусолинија пала после савезничке инвазије на Сицилију. Многи немачки инжењери су се похвално изражавали о G.55, али до производње овог авиона у немачкој режији никад није дошло, због много већег времена потребног за производњу сваког ловца појединачно. Производња ловаца G.55 настављена је у послератном периоду, са новим варијантама G.56, G.59, које су објављене неколико година након завршетка рата за Италију.

## Технички опис
Носећа конструкција авиона је била полумонокок, сет рамова направљених од дуралуминијума међусобно су повезани уздужним укрућењима а алуминијумска облога је била закивцима причвршћена за уздужна укрућења и попречне рамове. Носач мотора је био направљен од челичног одливка. Труп је изведен као центроплан (труп изједна са средњим делом крила). Пилот је седео у затвореном кокпиту испод клизног прозирног поклопца; седиште је било подесиво и по висини и по углу нагиба у складу са жељама пилота. Команде за управљање авионом су биле комбинација полужних система и челичних ужади са ужетњачама. Авион је био опремљен кисеоничком опремом, стационарним противпожарним системом са CO2, оптичким нишаном, радиостаницом а ловци бомбардери и са спољним системом за подвешавање бомби.
У авион Фиат G.55 је уграђиван мотор Fiat 1050 RC.58 Тифоне (лиценца Даимлер-Бенц DB 605), V-12-то цилиндрични мотор V распореда цилиндара, течношћу хлађен. Мотор је био опремљен турбопуњачем и имао је снагу 1.475 КS (1.084 kW). Мотор је имао уграђен редуктор и металну трокраку Фиат-Хамилитон елису са променљивим кораком. Хладњак за уље се налазио у простору трупа испод мотора а хладњак расхладне течности мотора је био смештен у трупу испод кабине пилота. На издувнику топлог ваздуха налази се регулациона клапна помоћу које се регулише проток ваздуха а тиме и оптимално хлађење расхладне течности.
У модел Фиат G.56 је уграђиван мотор Даимлер Бенц DB 603 а у авион G.59 мотор RR Merlin.
Крила су се састојала из три дела. Први део је био саставни део центроплана тј трупа, имао је конструкцију од челичних профила. У њему су били простори за увлачеће предње ноге стајног трапа и неопходни уређаји за њихово покретање. Поред тога у овај део крила су била смештени и резервоари за гориво. За центроплан су се качила спољна крила конзолног типа, која су била трапезастог облика са две рамењаче направљена од легура лаких метала са облогом од алуминијумског лима причвршћеног за носећу конструкцију помоћу закивака. У крилним шупљинама између рамењача налазили су се резервоари за гориво. Она су била опремљена крилцима за управљане, чија је конструкција била метална а облога од алуминијумскох лима. Закрилца су била потпуно метална са хидрауличним системом управљања.
Реп авиона се састоји од једног вертикалног стабилизатора и кормила правца и два хоризонтална стабилизатора са кормилима дубине. Носеће конструкције репа су металне а облога од алуминијумског лима причвршћена закивцима. Управљачке површине кормило правца и кормило дубине су металне конструкције обложене такође алуминијумским лимом.
Авион је имао класичан стајни трап две главне ноге са точковима напред и један трећи точак под репом авиона. Главне ноге стајног трапа су биле причвршћене за крила а увлачиле су се према трупу. Увлачење стајног трапа је било хидрауличним путем. Трећи точак који је под репом авиона у току лета се увлачио у труп авиона.

## Наоружање
Авион је наоружан следећим оружјем: један топ Mauser MG 151/20 кал. 20-mm кроз вратило мотора, 2хMG 151/20 у крилима, 2хBreda-SAFAT митраљеза кал. 12,7mm у трупу и 2 х 160kg бомби.
| Наоружање авиона: Фиат         |                  |
| Ватрено (стрељачко) наоружање  |                  |
| Топ                            |                  |
| Број и ознака топа             | 3хМаузер MG 151  |
| Број граната                   | 2x200; 1x250     |
| Калибар                        | 15 или 20        |
| Митраљез                       |                  |
| Број и ознака митраљеза        | 2хБреда САФАТ    |
| Број метака                    | 300 по митраљезу |
| Калибар                        | 12,7             |
| Бомбардерско наоружање (бомбе) |                  |
| Укупна маса                    | 160              |
| Број тачака за подвешавање     | 2                |
| Ракетно наоружање (ракете)     |                  |

## Верзије
- G.55 - је основни производни модел овог авиона.
- G.55S - марта 1945. тестиран је G.55S, прилагођен за наношење торпедних удара. Изграђен је само један авион.
- G.55A - је ловац са једним седиштем и тренажни авион за повећање летачке обуке. Прототип је први пут полетео 5. септембра 1946. Од G.55 се разликовао само по инструментима и наоружању. Наоружање се могло састојати од два митраљеза калибра 12,7 mm уграђена у крило и два митраљеза у трупу, или два топа Хиспано-Суиза 20 mm постављена у крило и два митраљеза у трупу 12,7 mm. Италијанско ваздухопловство је добило 19 авиона G.55А и 30 је испоручено Аргентини, од којих је 17 враћено 1948. године ради препродаје Египту. Ови авиони су били наоружани са четири митраљеза Бреда-САФАТ калибра 12,7 mm[3].
- G.55B - је двосед за обуку за повећање летачке обуке. Прототип је полетео 12. фебруара 1946; Аеронаутицс Милитаир је користио 10 авиона, а 15 је продато Аргентини 1948.
- G.56 - направљена два прототипа са мотором Daimler-Benz DB 603
- G.59 - услед недостатка DB мотора уграђиван је RR-Merlin мотор

## Оперативно коришћење
Први  G.55 који је укључен у оперативну употребу је био наоружани трећи прототип који је од марта месеца 1943. оперативно коришћен ради тестирања у реалним условима. Предсеријски авиони су почели да пристижу у оперативне јединице у току априла месеца и био им је потребан извесни период уходавања како пилота тако и механичарског особља. Стварна оперативна улога овог авиона почиње у јулу месецу кад су ови авиони укључени у одбрану а. У том периоду ови авиони су се сукобљавали са британским спитфајерима и америчким лајтинзима, мустанзима и тандерболима. Савезнички пилоти су потрврдили квалитет овог авиона изјавама да је G.55 респектабилан противник. На срећу савезничких пилота било их је у малом броју. 
После капитулације Италије авиони G.55 су доживели судбину саме земље. Италија је подељена на две државе југ Апенинског полуострва је био под окупацијом Савезника а север је окупирао Нацистичка Немачка. Авиони G.55 који су се затекли под савезничком окупацијом су брзо прешли у категорију машина за обуку и поново променили боју, постајући мутно сребрни.
Немци су били упознати са квалитетом авиона G.55 па је настаљена производња ових авиона у фабрикама које су још функционисале на северу Италије. Први ловци G.55 су ушли у ескадриле АНР (Аеронаутика Назионале Републикано) у другој половини 1943. године, а до пролећа 1945. ниједан од њих није остао у служби. Упркос томе, G.55 је постао један од главних ловаца АНР ваздухопловних снага и сматран је најбољим авионом икада усвојеним у Италији током Другог светског рата.
Упркос одличним карактеристикама, јасно је да је G.55 закаснио са појавом у италијанском ратном ваздухопловству. Годину дана раније могао је да изазове много више невоља Британцима и Американцима. Ово је, заправо, крај приче о италијанском ловцу G.55, у току Другог светског рата.
После рата је настављена производња модела G.59. Ови авиони су продавани Аргентини, Египту и Сирији. Египатски авиони су учествовали у првом Арапско–израелском рату 1948. године. Авиони који су преостали из рата у Италији као и они који су се производили после рата служили су у пилотским школама у Италији за обуку италијанских и арапских пилота.

### Сачувани примерци
Сачуван је један примерак овог авиона и налазе се као музејски експонат у музеју Museo Storico, Vigna di Valle Italia.

## Земље које су користиле авион
- Аргентина
- Египат
- Италија
- Трећи рајх
- Сирија